# Ksoanon

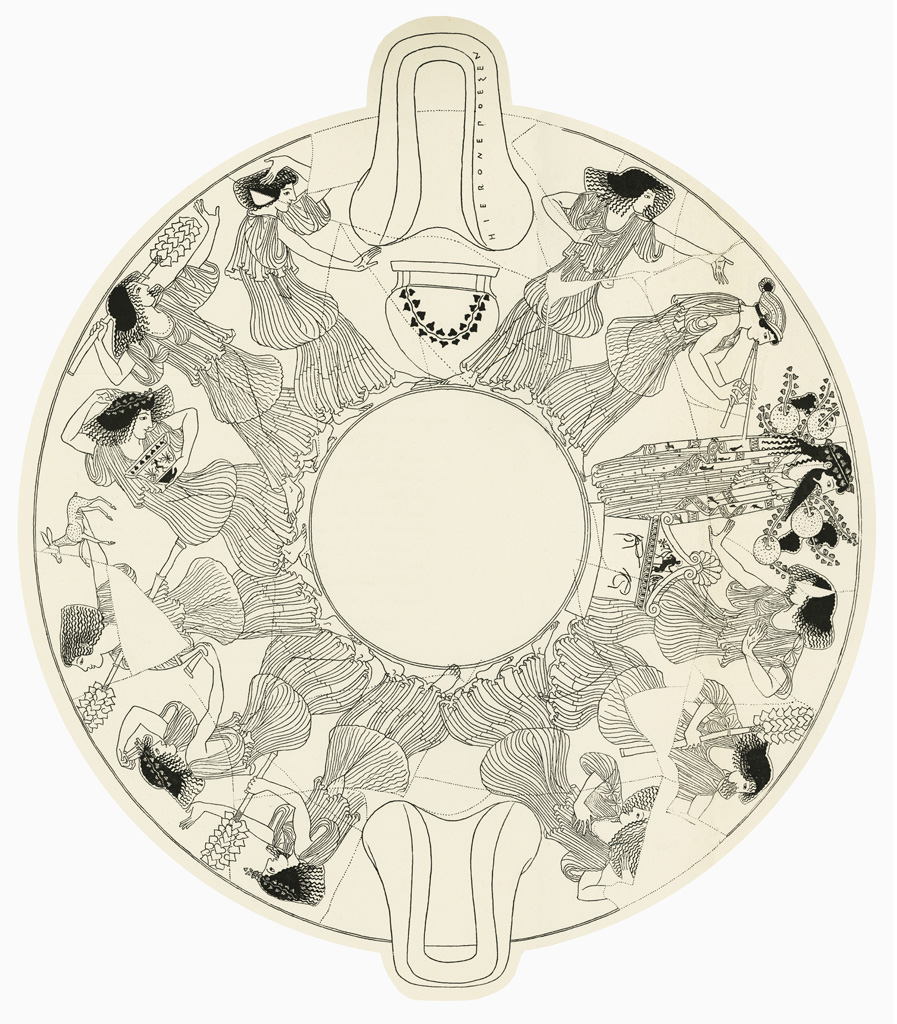
Menady tańczące wokół ksoanonu Dionizosa (przerys z czary attyckiej)

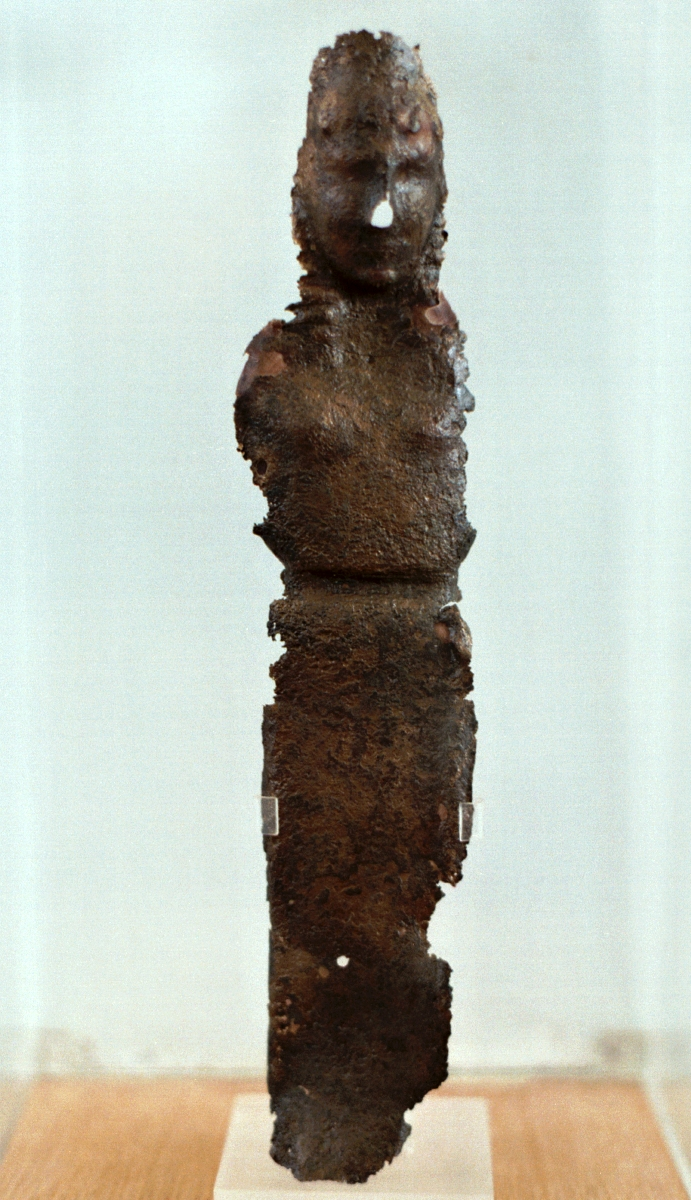
Okładzina ksoanonu wykonana z blachy brązowej (VII w. p.n.e.)

Ksoanon (stgr. ξόανον xóanon, lm ξόανα xóana) – najstarszy typ starogreckiego posągu kultowego wyciosany z drewna i dekorowany szatami.

## Cechy i rola kultowa
Prymitywnie wykonany z drewna (w postaci słupa lub deski) wizerunek bóstwa, przystrajany był szatami bądź skórami, rzadziej zbroją. Wyodrębnioną i osobno opracowaną głowę ozdabiano twarzową maską ludzką z terakoty, a później z kamienia. Zaliczane do wczesnoarchaicznych przykładów rzeźby greckiej, najwcześniejsze ksoanony były zapewne z grubsza obrobionymi klocami drewnianymi mającymi przedstawiać ziemską postać bóstwa, które później ozdobnie obijano blachą; z biegiem czasu (od VIII w. p.n.e.) nabrały one cech rzeźby przedstawiającej. Utrwalony, charakterystyczny typ przedstawienia wyobrażał postać ludzką o złączonych nogach i rękach przywartych do tułowia, odziewaną w ściśle przylegającą szatę. Ten typ najpewniej reprezentowały też najstarsze (niezachowane) wersje posągów Hery z Samos i Artemidy Efeskiej. Do pojęcia tego nie odnosiło się kryterium okazałości i wielkości, gdyż określano tak zarówno małe, lekkie statuetki z drewna, jak i duże figury.
Utożsamiany (podobnie jak betyl) z samym bóstwem, ksoanon był rytualnie karmiony, myty i ubierany; niekiedy wierzono w jego cudowną epifanię i oddawano mu tym większą cześć (jak np. ksoanonowi Ateny Polias, który miał spaść z niebios). Do najbardziej znanych również należał pochodzący z VII w. p.n.e., wotywny ksoanon Afrodyty z Delos.  
Przez Greków uważane za wynalazek mitycznego Dedala i długo otaczane czcią, ksoanony znane są dziś jedynie ze źródeł pisanych. Pauzaniasz w swych Wędrówkach po Helladzie (II, 69-70) wymienia ich kilkadziesiąt. O niektórych wspomina też Klemens Aleksandryjski (Zachęta Greków 46,3). 
Na przestrzeni VII i na początku VI wieku p.n.e. zastępowano je akrolitami jako doskonalszym typem sakralnego wyobrażenia bóstwa, w których elementami nie drewnianymi były także dłonie i stopy. Wiadomo jednak, że w niektórych świątyniach jeszcze w V w. p.n.e. oddawano cześć drewnianym idolom.                                               